# A. J. Hammons
Aaron Jarrell "A. J." Hammons (Gary, Indiana, 27 de agosto de 1992) es un exbaloncestista estadounidense. Con 2,13 metros de estatura, jugaba en la posición de pívot.

## Trayectoria deportiva

### Universidad
Jugó cuatro temporadas con los Boilermakers de la Universidad Purdue, en las que promedió 12,1 puntos, 7,0 rebotes y 2,6 tapones por partido. Lideró la conferencia en tapones en sus tres últimas temporadas, acabando como el tercer máximo taponador de la historia de la Big Ten Conference, sólo superado por Calvin Booth y Ken Johnson.
En su primera temporada fue incluido en el mejor quinteto de novatos de la conferencia, mientras que en 2015 lo era en el segundo mejor quinteto absoluto y un año más tarde en el primero. Asimismo, en sus tres últimas temporadas ha sido incluido en el mejor equipo defensivo, siendo elegido mejor defensor del año en 2016.

### NBA
Fue elegido en la cuadragésimo sexta posición del Draft de la NBA de 2016 por Dallas Mavericks. Debutó en la liga el 28 de octubre en un partido contra Houston Rockets.
El 6 de julio de 2017, fue traspasado a Miami Heat a cambio de Josh McRoberts y una futura segunda ronda de draft.

## Estadísticas de su carrera en la NBA

### Temporada regular
| Año     | Equipo | PJ | PT | MPP | %TC  | %3P  | %TL  | RPP | APP | ROB | TPP | PPP |
| ------- | ------ | -- | -- | --- | ---- | ---- | ---- | --- | --- | --- | --- | --- |
| 2016-17 | Dallas | 22 | 0  | 7.4 | .405 | .500 | .450 | 1.6 | .2  | .0  | .6  | 2.2 |
| Total   | Total  | 22 | 0  | 7.4 | .405 | .500 | .450 | 1.6 | .2  | .0  | .6  | 2.2 |